# Jugoistočni solomonski jezici
Jugoistočni solomonski jezici, skupina Centralnih-istočnih oceanijskih jezika koji se govore na Solomonskim otocima u Oceaniji. Sastoji se od dvije glavne uže skupine: Gela-Guadalcanal sa (7) jezika i Malaita-San Cristobal sa (19) jezika.
a. Gela-Guadalcanalski su podijeljeni na tri podskupine, 
a1. Bughotu (1) s istoimenim jezikom bughotu [bgt];
a2. gela sa (2) jezika (gela [nlg]; lengo [lgr]);
a3. Guadalcanal sa (4) jezika (birao [brr]; ghari [gri]; malango [mln]; talise [tlr].
b. Malaita-Sancristobalski sastoje se od 
b1. malaitske uže skupine i (14) jezika s podskupinama 
a. sjevernomalaitska (9): (baeggu [bvd]; baelelea [bvc]; fataleka [far]; gula’alaa [gmb]; kwaio [kwd]; kwara’ae [kwf]; lau [llu]; to’abaita [mlu]; wala [lgl]);
b. južnomalaitska (4): ’are’are [alu]; dori’o [dor]; oroha [ora]; sa’a [apb])
c. Longgu (1) s jezikom longgu [lgu];
b2. Sancristobalski sa (5) jezika arosi [aia]; bauro [bxa]; fagani [faf]; kahua [agw]; owa [stn]).

## Vanjske poveznice
- Ethnologue (14th)
- Ethnologue (15th)